# Омельченко, Василий Иванович
Василий Иванович Омельченко (1918—1988) — директор Запорожского моторостроительного завода (1958—1974), генеральный директор Запорожского производственного объединения «Моторостроитель» (1974—1988), доктор технических наук (1977), профессор (1982). Герой Социалистического Труда (1966), заслуженный деятель науки УССР (1978).

## Биография
Родился 25 декабря 1918 в селе Благовещенка (позже Лозовского района Харьковской области, ныне не существует) в крестьянской семье. Трудовую деятельность начал с 1938 года техником Запорожского завода имени П. И. Баранова.
В 1941—1945 годах — служба в Красной армии, участник Великой Отечественной войны. Член коммунистической партии с 1943 года.
После окончания Запорожского машиностроительного института в 1950 году работал на моторостроительном заводе, и занимал должности: мастера, заместителя начальника цеха, заместителя главного технолога, главного технолога, директора завода, Генерального директора ПО «Моторостроитель».
Под руководством Омельченко В. И. организовано серийное производство авиадвигателей нового поколения: ТВД АИ-20, АИ-24; ТРДД АИ-25 и АИ-25ТЛ; ТВлД ТВЗ-117, Д-136 ; ТРДД Д-36, Д-18Т.
Был автором и инициатором внедрения прогрессивных технологических процессов: литья деталей в кокиль, штамповки взрывом, изготовления заготовок лопаток компрессора из титановых сплавов и легированных сталей периодической прокаткой, ультразвукового укрепления тяжело нагруженных деталей, использования авиадвигателей в народном хозяйстве.
Избирался делегатом съездов КПСС и КПУ, членом Запорожского обкома КПУ и бюро горкома партии, депутатом Запорожского городского совета народных депутатов.
Умер 6 февраля 1988 г. в Запорожье. Похоронен в Запорожье на Капустяном кладбище.

## Награды
Лауреат Государственной премии УССР в области науки и техники (1976), премии Совета Министров СССР.
Награждён двумя орденами Ленина (1966 и 1977), двумя орденами Трудового Красного Знамени (1974 и 1981), орденом Октябрьской Революции (1971), орденом Отечественной войны I степени (1985), медалями.

## Память
В честь Василия Омельченко названа одна из улиц Запорожья. На доме по улице Жуковского, 64 в Запорожье установлена мемориальная доска.